# Wushu
Wushu (kinesisk: 武术, traditionel: 武術 pinyin: wǔshù) betyder kampkunst og er en fællesbetegnelse for kinesiske kampkunstsformer.
Kungfu (功夫, Gōngfu) eller Quanfa (拳法, Quánfǎ) bruges ofte med samme betydning.
Wushu kan både være fællesbetegnelse, og navnet på en moderne sport – også kaldet moderne wushu, der er organiseret i SportAccord.

## Oversættelse
Wushu består af to tegn:
- 武 – wǔ – "militær" eller "kamp"
- 術/术 – shù – "kunst", "færdighed" eller "metode"

Det japanske ord bujutsu (武術) har samme betydning.

## Moderne wushu
Wushu sporten er skabt af Folkerepublikken Kina efter 1949, baseret på traditionel wushu. Wushu er oprindeligt fra Shaolin Templet i Kina,
men er nu blevet en folkesport. Der er diskussion lige nu diskussion om wushu skal tages med til OL-legene.
Sporten er dels en opvisningssport og dels en fuldkontaktsport.

## Stilarter
- Shaolin kungfu
- Tai Chi
- Wing Tsun